# اسپرینگپورت، ایندیانا
اسپرینگپورت (به انگلیسی: Springport) یک شهر در ایالات متحده آمریکا است که در شهرستان هنری، ایندیانا واقع شده‌است. اسپرینگپورت ۰٫۳۱ کیلومتر مربع مساحت و ۱۴۹ نفر جمعیت دارد و ۳۲۴ متر بالاتر از سطح دریا واقع شده‌است.